# شنن (میسیسیپی)
شنن (به انگلیسی: Shannon) شهرکی در ایالت میسیسیپی کشور ایالات متحده آمریکا است که جمعیت آن در سرشماری سال ۲۰۱۰ میلادی، ۱٬۷۵۳
نفر بوده‌است.